# Equipe antilhana na Copa Davis
A equipe antilhana na Copa Davis representou as Antilhas Holandesas na Copa Davis, principal competição de tênis masculina por equipes do mundo. Foi administrada pela Netherlands Antilles Tennis Federation. Deixou de existir após a dissolução do território em 2010.